# Palazzata di Luigi Borzì

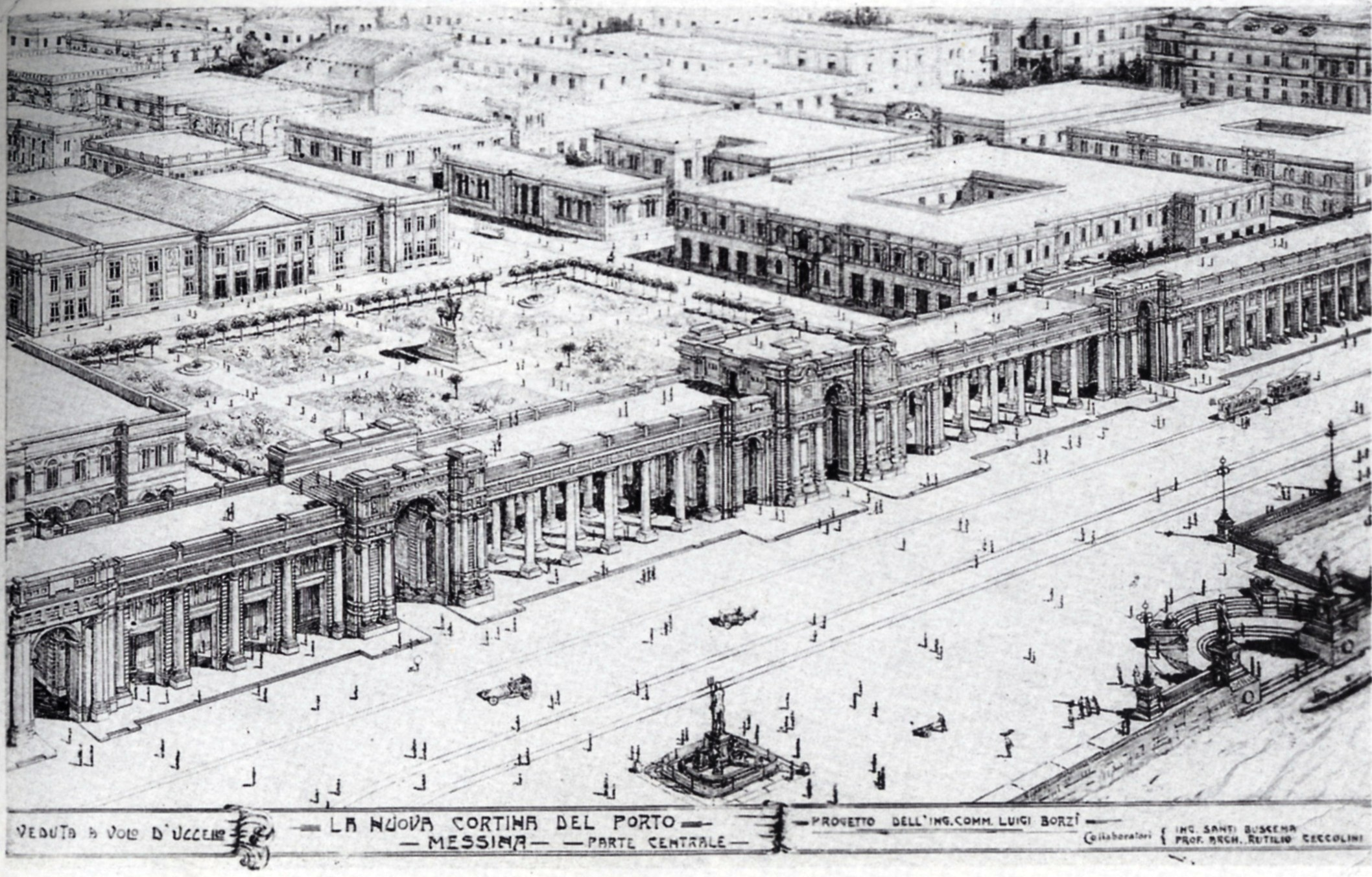
La Palazzata de Luigi Borzì-Santi Buscema-Rucilio Ceccolini.

La Palazzata di Luigi Borzì es un complejo de edificios en Mesina diseñado por Luigi Borzì, Santi Buscema y Rucilio Ceccolini en 1909 para la reconstrucción de la Palazzata di Giacomo Minutoli destruida por el terremoto de 1908 y que nunca se construyó.

## Perfil e historia de la arquitectura
El proyecto Borzì-Buscema-Ceccolini se caracterizaba por una elegante columnata con pasarela en la terraza de la "nueva cortina del puerto" y comprendía edificios que, según un plan inspirado en el siglo XVII, se desarrollaban en un único orden con una altura de 10-11 metros, una terraza de coronación practicable y un pórtico a lo largo de la fachada del puerto. La altura alcanzó los 14,50 metros y los 15 metros en las puertas principales.Frente al Ayuntamiento se proyectó la Loggia dei Commercianti, una reconstrucción de la antigua Loggia de' Negozianti y la puerta de la Loggia. La Logia fue concebida como un gran espacio de uso público destinado a promover las actividades económicas de la ciudad y del puerto.

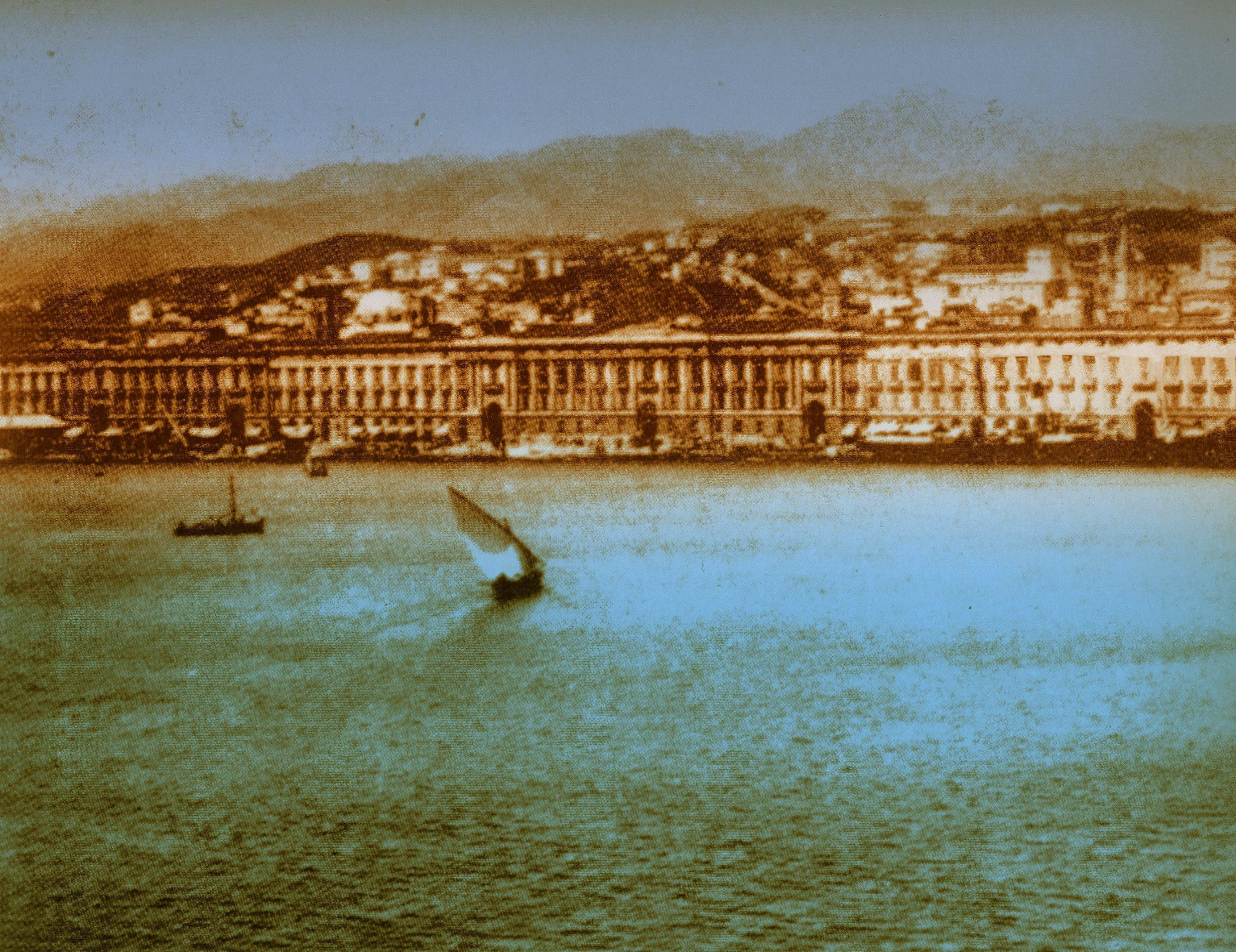
El edificio de Giacomo Minutoli antes del terremoto de 1908
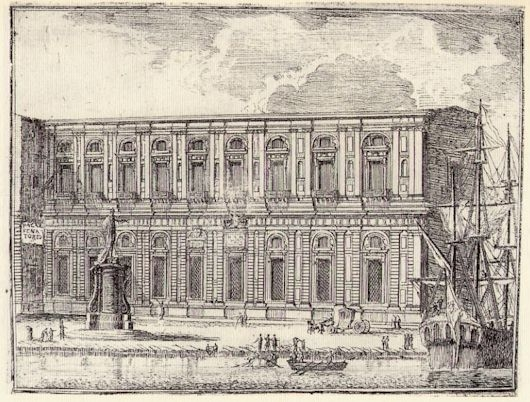
Logia de los Comerciantes ( Giacomo Del Duca )
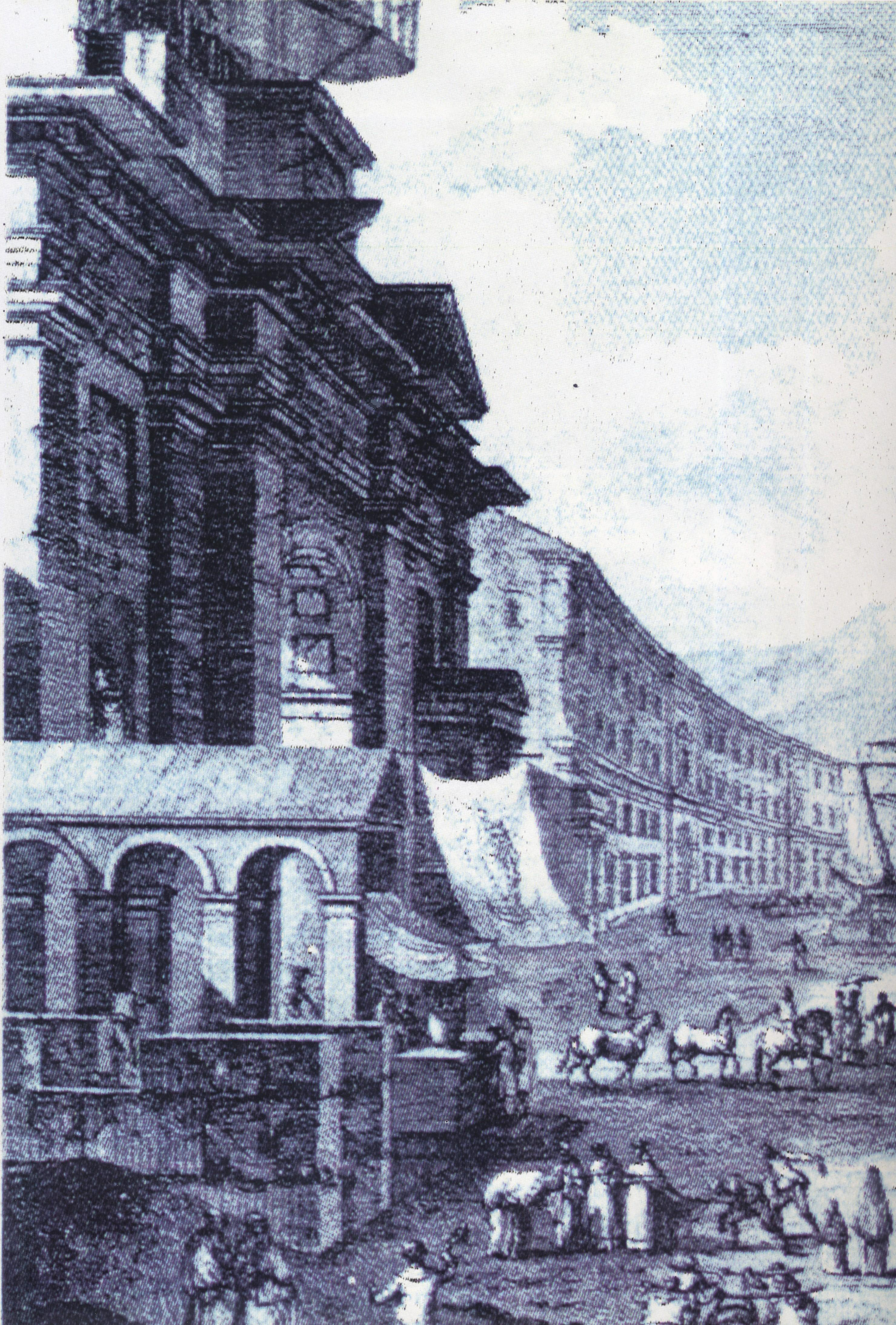
Puerta de la Logia (Giacomo Del Duca)
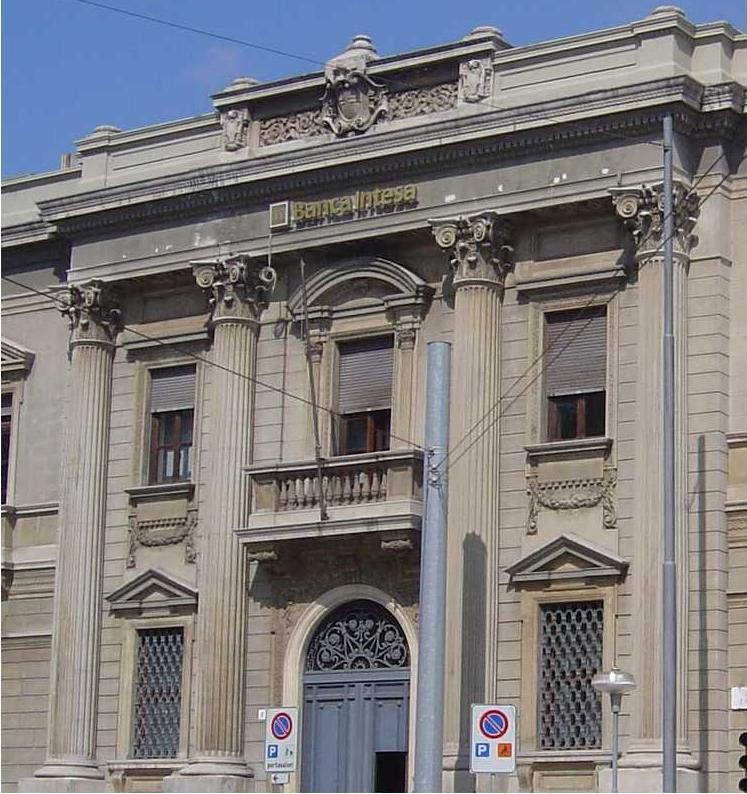
Edificio del Banco Comercial Italiano, en Messina